# Liste der Flurnamen in Biesenthal
Die Liste der Flurnamen in Biesenthal enthält alle bekannten Flurnamen der brandenburgischen Gemeinde Biesenthal und ihrer Ortsteile.
| Gemarkung  | Flur      | Flurname                      | Nutzung   | Bemerkung |
| ---------- | --------- | ----------------------------- | --------- | --------- |
| Biesenthal | 3 (Lage)  | Schweinekeute                 | Brache    |           |
| Biesenthal | 3 (Lage)  | Zuetsee                       | Brache    |           |
| Biesenthal | 5 (Lage)  | Buxpfuhlsche Luch             | Brache    |           |
| Biesenthal | 5 (Lage)  | Hufen des Melchowschen Feldes | Feld      |           |
| Biesenthal | 6 (Lage)  | Seidenbeutelstücke            | Feld      |           |
| Biesenthal | 8 (Lage)  | Sydower Feld                  | Feld      |           |
| Biesenthal | 8 (Lage)  | Sydower Feld                  | Feld      |           |
| Biesenthal | 9 (Lage)  | Am Grünen Ort                 | Gewässer  |           |
| Biesenthal | 12 (Lage) | Am Heideberg                  | Siedlung  |           |
| Biesenthal | 12 (Lage) | Am Krummen Pfuhl              | Siedlung  |           |
| Biesenthal | 12 (Lage) | Pfauenwiesen                  | Wiese     |           |
| Biesenthal | 14 (Lage) | Wollwinkelstücken             | Feld      |           |
| Biesenthal | 16 (Lage) | Försterei Eiserbude           | Försterei |           |
| Danewitz   | 1 (Lage)  | Bernauer Feld                 | Feld      |           |
| Danewitz   | 1 (Lage)  | Emil-Lutter-Siedlung          | Siedlung  |           |
| Danewitz   | 1 (Lage)  | Heidemannsiedlung             | Siedlung  |           |
| Danewitz   | 1 (Lage)  | Kuhmaten                      | Feld      |           |
| Danewitz   | 1 (Lage)  | Priesterpfuhlsiedlung         | Siedlung  |           |
| Danewitz   | 1 (Lage)  | Siedlung Rehwalde             | Siedlung  |           |
| Danewitz   | 1 (Lage)  | Willi-Lutter-Siedlung         | Siedlung  |           |
| Danewitz   | 2 (Lage)  | Danewitzer Fichten            | Wald      |           |
| Danewitz   | 2 (Lage)  | Hinterfeld                    | Feld      |           |
| Danewitz   | 2 (Lage)  | Im Sydowfischen Felde         | Feld      |           |
| Danewitz   | 2 (Lage)  | Kronichsberg                  | Wald      |           |
| Danewitz   | 4 (Lage)  | Tiefmaten                     | Feld      |           |
| Danewitz   | 4 (Lage)  | Acht Ruten                    | Feld      |           |
| Danewitz   | 4 (Lage)  | Gemeinheide                   | Wald      |           |
| Danewitz   | 4 (Lage)  | Heideländer                   | Feld      |           |
| Danewitz   | 4 (Lage)  | Hinterfeld                    | Wald      |           |